# Alessandria (provins)
Alessandria är en provins i regionen Piemonte i Italien. Alessandria är huvudort i provinsen. Provinsen etablerades i Kungariket Piemonte-Sardinien 1859. Provinsen Asti bildades 1935 genom en utbrytning av 105 kommuner och Provinsen Biella etablerades 1992 ur provinsen Alessandria.

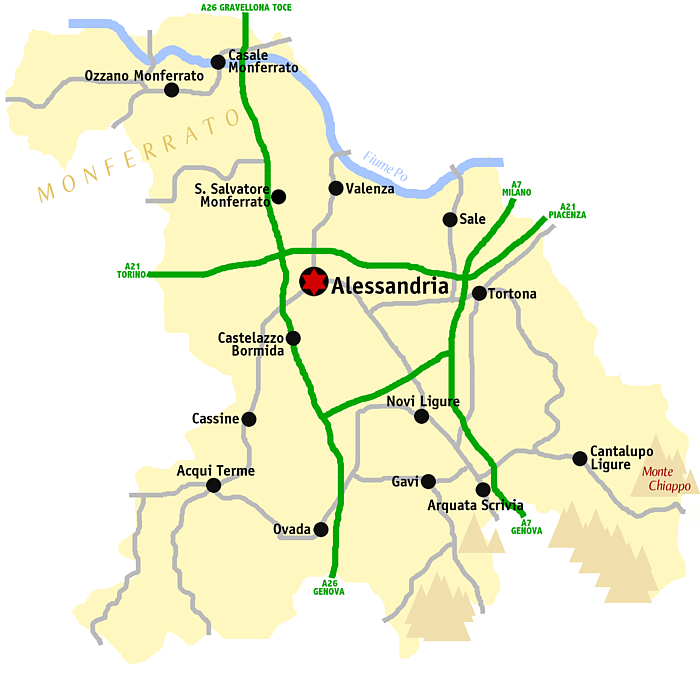
Karta över provinsen

## Administration
Provinsen Alessandria är indelad i 187 comuni (kommuner). Alla kommunerna finns i lista över kommuner i provinsen Alessandria.
| Datum           | Ny kommun               | Kommuner som upphörde         |
| --------------- | ----------------------- | ----------------------------- |
| 1 januari 2018  | Alluvioni Piovera       | Alluvioni Cambiò och Piovera  |
| 1 januari 2018  | Cassano Spinola         | Cassano Spinola och Gavazzana |
| 1 februari 2019 | Lu e Cuccaro Monferrato | Cuccaro Monferrato och Lu     |